# 天寧寺 (会津若松市)
天寧寺（てんねいじ）は，福島県会津若松市東山町石山天寧に所在する曹洞宗寺院。山号は萬松山。

## 沿革
文安4年（1447年）に蘆名盛信が大瞞行果禅師 南英謙宗のために陸奥国会津黒川東山に開いたといわれる。勧請開山は傑堂能勝であった。かつては会津曹洞宗の僧録司を兼ね、末寺33カ寺、僧堂12を数えたとされる。
蘆名家中興の英主とされ、会津地方に大勢力を築いた蘆名盛氏が銭100貫文を寄進した記録があり、最盛期には雲水1,000名を擁する蘆名氏の菩提寺であった。
天正14年（1586年）、蘆名亀王丸の死によって蘆名氏は血統が途絶え、伊達氏と佐竹氏の争いとなったが、結局は佐竹義重の次男・義広が跡を継いだ。義広は、当初陸奥国白河の白河結城氏を継いで結城義広あるいは白河義広と称していたが、天正15年（1587年）、蘆名盛隆の娘と結婚して正式に蘆名家を継ぎ蘆名義広を名乗った。
義広は、天正17年（1589年）の摺上原の戦いの敗北により米沢の伊達政宗によって会津黒川を追われ、天寧寺もこの戦いで一時焼亡している。当時の遺構として残っているのは本堂の礎石のみである。
会津を追われた蘆名義広は実兄・義宣を頼って常陸国に逃れ、のち、豊臣秀吉から常陸国江戸崎4万5,000石を与えられ、名を蘆名盛重と改めた。義広（盛重）は、関ヶ原の戦いののち、慶長7年（1602年）に父の佐竹義重・佐竹義宣とともに秋田領に入り、名を義勝（よしかつ）と改め、仙北郡角館に1万6,000石を与えられた。角館では町割りをおこない、同地に会津天寧寺の末寺として山号・寺号をそのままに城下東方の花場山の麓に天寧寺を創建、菩提寺とした。なお、会津は伊達政宗には与えられず、秀吉は配下の蒲生氏郷を封じた。氏郷の死後は上杉景勝を越後国より加増のうえ転封した。
後援者を失った天寧寺であるが、その後も周囲の人びとの尽力によって維持され、現代につづいている。

## 近藤勇の墓

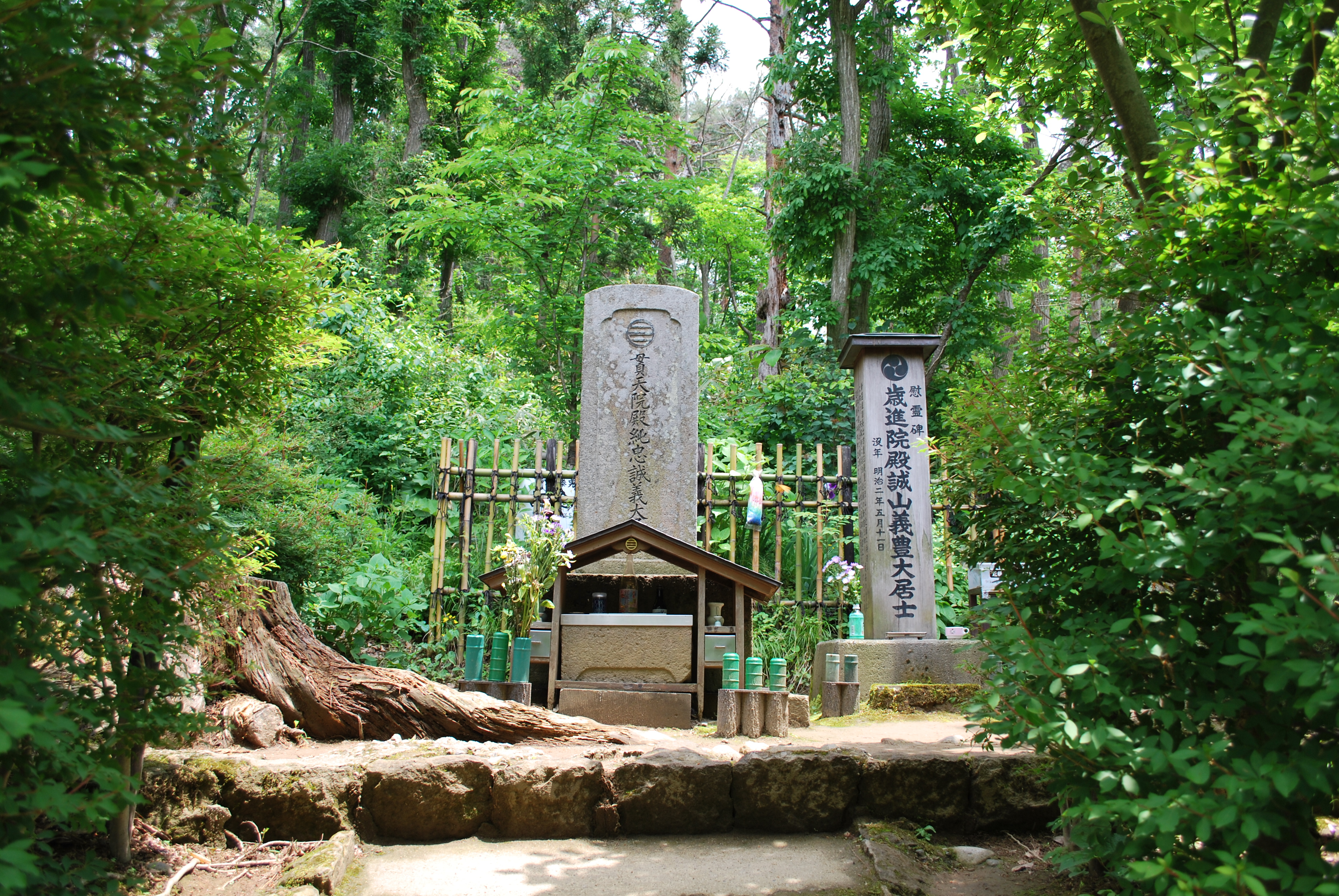
天寧寺内の近藤勇の墓

境内裏手には、戊辰戦争に敗れ刑死した新選組局長近藤勇の墓がある。近藤勇の墓は日本各所にあるが、天寧寺の墓は土方歳三が遺体の一部を葬ったとされている。4月25日の命日には、墓前祭りが開催される。
近藤勇の墓碑の隣には土方歳三の慰霊碑（石碑）がある。もともとは木製のものが建立されていた。2020年に会津若松ライオンズクラブが60周年記念事業で近藤勇の墓碑の隣に土方歳三の慰霊碑を新たに建立した。